# 圣方济各堂 (卡塔尼亚)

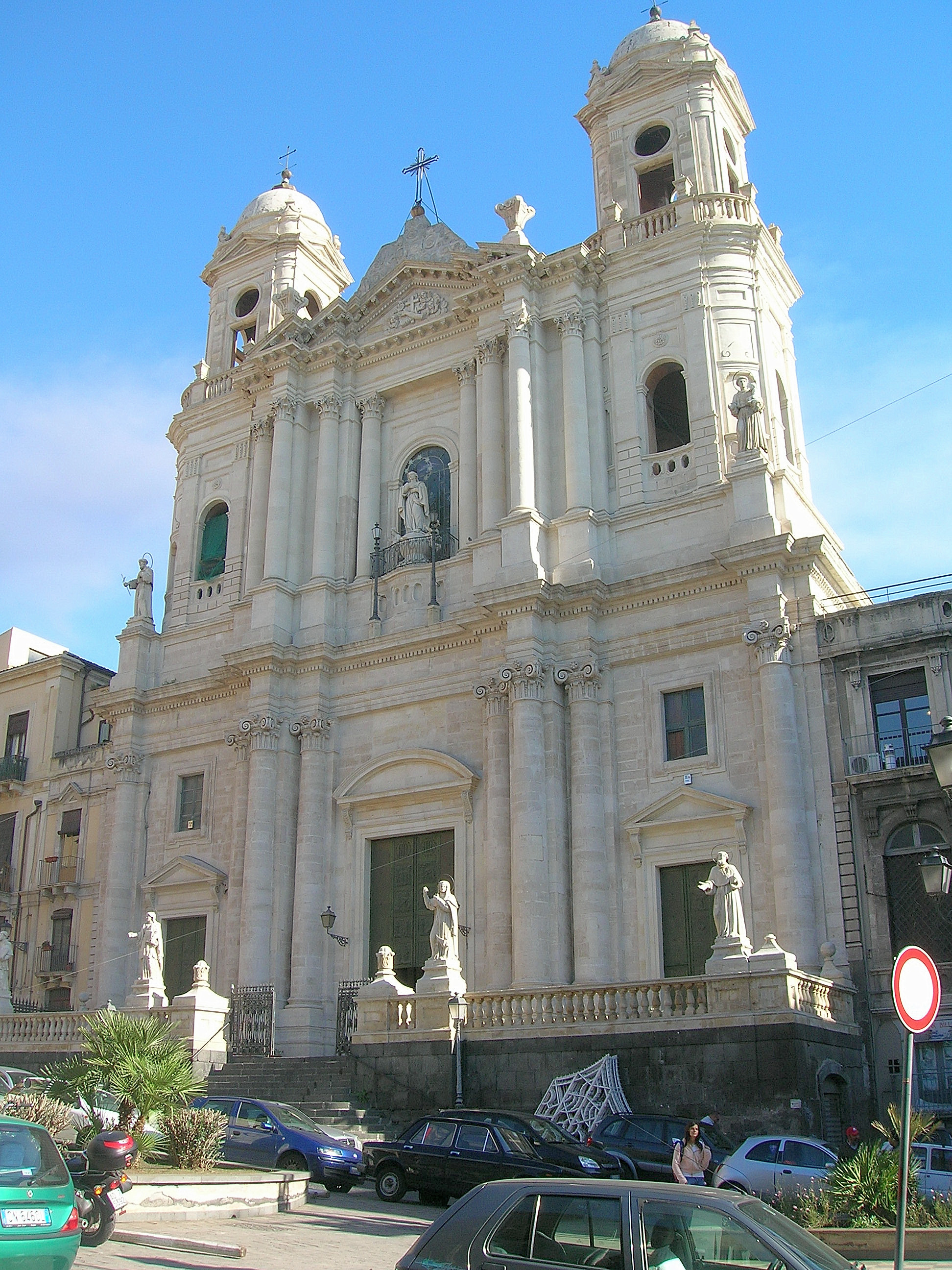

圣方济各堂（Chiesa di San Francesco all'Immacolata）是一座罗马天主教教堂，位于意大利西西里卡塔尼亚古城区圣方济各广场。教堂立面为西西里巴洛克风格。